# Potentilla hooglandii
Potentilla hooglandii är en rosväxtart som beskrevs av Kalkm.. Potentilla hooglandii ingår i Fingerörtssläktet som ingår i familjen rosväxter. Utöver nominatformen finns också underarten P. h. rufa.